# Vintertjärnen (Lits socken, Jämtland)
Vintertjärnen är en sjö i Östersunds kommun i Jämtland och ingår i Indalsälvens huvudavrinningsområde.